# بييرو سرافا
كان بييرو سرافا (تورينو، إيطاليا، 5 أغسطس 1898 – 3 سبتمبر 1983) عالم اقتصاد إيطالي مهم، عمل محاضِرًا للاقتصاد في جامعة كامبردج. يُعد كتابه «إنتاج السلع من طريق السلع» مُؤسِّسًا للمدرسة الفكرية الريكاردية المستحدثة للاقتصاد.

## نشأته
وُلد سرافا في إيطاليا لوالديه اليهوديين الغنيين أنجيلو سرافا (1865-1937) وإرما سرافا (1873-1949). كان والده بروفيسورًا في قانون الأعمال وأصبح لاحقًا عميد جامعة بوكوني في ميلانو. مع أنه نشأ يهوديًا، أصبح سرافا لاحقاً لاأدريًّا. بسبب فعاليات والده محاضِرًا في عدة جامعات، صحبه بييرو في شبابه في جامعات بارما وميلان وتورين، التقى خلال رحلاته أنطونيو غرامسي، قائد الحزب الشيوعي الإيطالي. أصبحا صديقين مقربين بسبب آرائهما السياسية المتشابهة. كان سرافا أيضًا على تواصل مع فيليبو توراتي، الذي يُعد أهم قائد في الحزب الاشتراكي الإيطالي، ويُقال إنّه التقى به وزاره مرارًا في مدينة رابالو، حيث كانت عائلته تمتلك فيلا للعطلات. بعمر الثامنة عشرة، في ربيع 1917، بدأ خدمته العسكرية ضابطًا في فيلق الهندسة العسكرية تحت سلطة الجيش الأول في الخطوط الخلفية. تزامنت خدمته العسكرية مع دراسته الجامعية، حتى أنه أدى الامتحان بالزي العسكري. تخرج في نوفمبر 1920 بأطروحة حول التضخم في إيطاليا خلال الحرب العالمية. كان أستاذه هو لويجي إيناودي أحد أهم علماء الاقتصاد الإيطاليين، الذي أصبح لاحقًا رئيسًا للبلاد.
في الفترة 1921 - 1922، درس في كلية لندن للاقتصاد. التقى خلال تلك الفترة مرتين بجون ماينارد كينيس الذي دعاه إلى عمل مشترك. ما دفع سرافا إلى كتابة مقالين حول النظام المصرفي الإيطالي عام 1922. الأول بعنوان «كارثة المصرف في إيطاليا» في صحيفة الاقتصاد -بتحرير كينيس- والثانية بعنوان «الوضع الحالي للمصارف الإيطالية» في جريدة الغارديان بمانشستر. لقاء كينيس كان دون شك جزءًا مهمًا في سيرة حياة سرافا.
سنة 1922، عُيِّن سرافا مدير قسم العمل المحلي في ميلان، إذ زار الدوائر الاشتراكية. كوّن صداقة مع كارلو روسيلي ورافايل ماتيولي وهما مساعِدا لويجي في تلك الفترة.
الزحف إلى روما وما نتج عنه من سيطرة موسوليني أثّر في مصير سرافا ومستقبله بعمق. كان والده أنجيلو هدفًا للقوات الفاشية واستلم تلغرامَين تهديديين من موسوليني نفسه مطالبًا بتراجع بييرو عما كتبه في مقاله الثاني المنشور في الغارديان. لم يكتب بييرو أي تراجع. في مايو 1924، وجد صديقه أنطونيو غرامسي نفسه عالِقًا في موسكو ثم في فيينا بسبب ظهور قوى الفاشية، عاد بعدها إلى روما ليخوض انتخابات البرلمان. في نوفمبر 1926، وافق البرلمان على قانون «الدفاع عن الدولة» ما أدى إلى قيام الدولة الاستبدادية. في 8 نوفمبر 1926، اعتُقِل غرامسي، وخلال فترة حبسه، زوّده سرافا بالكتب والأقلام والأوراق، ما ساعده على كتابة «ملاحظات السجن».

### إنتاج السلع من طريق السلع
كتاب سرافا «إنتاج السلع من طريق السلع» طُرح لإكمال نظرية القيمة في الاقتصاديات الكلاسيكية التي طوّرها ريكاردو وآخرون أساسًا. هدف إلى عرض العيوب في نظرية القيمة في الاقتصاديات الكلاسيكية المحدثة وتطوير تحليل بديل.
في هذا العمل المهم، يُحلل سرافا نموذج عمل خطي يمكن فيه تحديد تركيب نسبي للسعر وأحد متغيرَي التوزيع، معدل الأرباح أو الأجور.
أوضح سرافا أنه:
1.  لا يمكن تحديد قانون يحدد في نفس الوقت معدل الأرباح والأجور بسبب:
أ) معدل الأرباح لا يمكن أن يُحدَّد إلا بتحديد الأجور (والعكس).
ب) لا يمكن قياس رأس المال دون تحديد الأسعار (متضمنًا الأرباح)، فمن المستحيل حساب الأرباح على أساس قيمة رأس المال.
2.  لا يمكن اعتبار أنه -بزيادة الأجور- يُستبدل رأس المال بالعمل، لأن قيمة رأس المال تعتمد على مدة الاستثمار الأولي، باعتبار أن رؤوس الأموال ذات مدد مختلفة، قد يحدث أن نفضّل استبدال العمل برأس المال حتى إذا زادت الأجور، لهذا لا يمكن ربط البطالة بزيادة الأجور.
استخدم أدوات سرافا التحليلية بعض أتباعه لحل المشكلة الماركسية، لتحويل القيم إلى أسعار إنتاج، ولانتقاد نظرية القيمة الماركسية. وكما أوضح باسينتي، يتجاوز تحليل سرافا نظام الإدخال-الإخراج الخاص بواسيلي ليونتيف، وبالذات فيما يتعلق بتأثير التغييرات التقنية. أسلوب باسينتي المبني على نظرية سرافا طوره حديثًا كورز وسالفادوري.
اختلف علماء الاقتصاد حول هل يدحض عمل سرافا الاقتصاديات الكلاسيكية المحدثة أو لا. الكثير من علماء اقتصاد بعد الكينيسي يستخدمون نقد سرافا مسوغًا لترك الاقتصاديات الكلاسيكية المحدثة واستكشاف نماذج اقتصادية أخرى. يرى آخرون أن عمله يتوافق مع الاقتصاديات الكلاسيكية المحدثة بوصفه نموذجًا متقدمًا من نظرية التوازن العام، أو بوصفه غير قادر على تحديد موقع على المدى البعيد مثل محاولة والراس. يجادل آخرون بأهمية عمل سرافا وكيف يزوّد إطارًا جديدًا لفهم الاقتصاد الرأسمالي لا يعتمد على التوقعات غير الواقعية للاقتصاديات الكلاسيكية المحدثة.
على كل حال، عمل سرافا، وبالذات فهمه لريكاردو وكتابه «إنتاج السلع من طريق السلع» (1960) يُعد نقطة البداية للمدرسة الفكرية الريكاردية المستحدثة للاقتصاد في ستينيات القرن الماضي.

## العلاقات الشخصية
كان لسرافا دور رئيسي في الاحتفاظ بملاحظات غرامسي، التي كتبها في السجن، من السلطات الفاشية بعد وفاة الأخير عام 1937. سنة 1924، نشر غرامسي رسالة من سرافا «مشكلات اليوم والغد».  في الرسالة، ركّز سرافا على المقاومة البرجوازية في النزاع ضد الفاشية وأهمية المنشآت الديمقراطية في التقدم الاجتماعي والسياسي للبروليتاريا أو الطبقة الفقيرة. بعدما رأى ضعف الحزب الشيوعي الإيطالي، نصحه سرافا بالتعاون مع المقاومة البرجوازية ضد الفاشية، رفض غرامسي الاقتراح حينها لكنه اتبع نصيحة سرافا بعد سنين.
بعد نشر كتابه «إنتاج السلع من طريق السلع»، أصبحت أفكار سرافا موضوع جدل كبير. وُصِف سرافا بأنه رجل خجول ومتحفّظ جدًا ومكرّس للدراسة والكتب. احتوت مكتبته نحو 8 آلاف مجلّد، العديد منها الآن في مكتبة كلية ترينيتي. تزعم رواية شهيرة أن سرافا قام باستثمارات طويلة الأمد في السندات الحكومية اليابانية، التي اشتراها بعد يوم من قصف مدينتي هيروشيما وناغاساكي. وفي رواية أخرى، إن سرافا اشتراها خلال الحرب عندما كانت الحكومة تبيعها بأسعار منخفضة، وقد صدق بأن الحكومة ستلتزم تعهداتها.
في مقدمة كتابه «تحقيقات فلسفية» ذكر فيتغنشتاين نقاشاته مع سرافا على مدار سنوات وقال «أنا أدين لهذا المُحفِّز لأهم الأفكار في هذا الكتاب». لكنّ سرافا قطع محادثاته الأسبوعية مع فيتغنشتاين سنة 1946 مع أن الأخير اعترض، وقال إنه مستعد للتحدث في أي شيء يريده سرافا، أجاب سرافا: «نعم، لكن على طريقتك».
سنة 1961، مُنح سرافا ميدالية سودرسترومسكا الذهبية من الأكاديمية الملكية السويدية للعلوم. وسنة 1972 حصل على شهادة دكتوراه شرفية من السوربون، ومثلها من جامعة كومبلتنسي في مدريد.

## أهم أعماله
- «التضخم المالي في إيطاليا خلال الحرب وبعدها»، صحيفة كامبردج للاقتصاد 1993.
- «كارثة المصرف في إيطاليا» صحيفة الاقتصاد 1922.
- «الوضع الحالي للبنوك الإيطالية» صحيفة الغارديان- مانشستر 1922.
- «إنتاج السلع من طريق السلع» طبعة كامبردج 1960.